# Dračevo selo
Dračevo selo najmanje je mjesto u Rijeci dubrovačkoj. To je brdsko područje istočno od Nove Mokošice i sjeverno od Prijevora, a obuhvaća uski asfaltni put, šumu i poneku kuću, te se nadovezuje na Gornji Prijevor.